# Valle dell'Alcantara
La dizione valle dell'Alcantara si riferisce ad un territorio che, in ambito turistico o sociale, ha limiti mal definiti; di contro in campo naturalistico essa indica un'area geografica ben precisa: il "bacino imbrifero" del fiume Alcantara; cioè a dire quella superficie della Sicilia orientale che raccoglie le acque piovane (e le precipitazioni nevose) che alimentano il deflusso del fiume appena citato. I confini fisici (spartiacque) di questo bacino scorrono: a nord, sulle creste dei Peloritani, ad ovest, sui crinali dei Nebrodi, a sud, sui terreni vulcanici dell'Etna e, ad est, sulla costa del mar Ionio.
L'estensione della sua superficie è di circa 550 km², abbastanza ampia nel panorama dei bacini imbriferi siciliani. La sua massima altitudine coincide con la sommità dell'Etna, cioè 3.330 m, mentre quella media è sui 900 m. Altri punti elevati sono: il Monte Colla con 1.611 m e la Montagna Grande con 1.374 m; quest'ultima è la cima più alta dei Peloritani. I terreni del bacino, da un punto di vista amministrativo, ricadono nei territori delle città metropolitane di Messina (12 comuni) e di Catania (3 comuni), in cui insistono i territori (non i capoluoghi) di quindici comuni.
Nella città metropolitana di Messina:
- Francavilla di Sicilia
- Gaggi
- Giardini Naxos
- Graniti
- Malvagna
- Moio Alcantara
- Motta Camastra
- Roccella Valdemone
- Taormina

Nella città metropolitana di Catania:
- Calatabiano
- Castiglione di Sicilia
- Randazzo

## Geologia
Il substrato geologico che forma il fondo del bacino in questione è costituito, per la massima parte (60%), da rocce sedimentarie di età quaternaria, cenozoica e mesozoica, per un'altra parte (35%), dalle vulcaniti etnee e, per un'esigua porzione (5%), da quelle rocce metamorfiche che sono proprie della catena dei Peloritani. Sotto il profilo geomorfologico il bacino del fiume Alcantara ha una tipologia collinare-montuosa, con paesaggi spesso aspri e brulli; solo verso la foce del fiume si ha un'area pianeggiante (Trappitello, Chianchitta ecc.) e qui il rivestimento vegetale si arricchisce delle colture agricole. Tuttavia in esso non mancano aree boscate (Pineta di Graniti, Bosco di Malabotta, querceti di Pittari e di Voture, faggeta della Colla e di Monte Spagnolo, Bosco Camisa, ecc.); pur se, generalmente, confinate in distretti montani.
Le gole del fiume Alcantara, note ormai in tutto il mondo, sono meta di migliaia di turisti ogni anno. Questa parte di fiume attraversa il piccolo comune di Motta Camastra, in località Fondaco Motta.

## Idrografia
L'idrografia del bacino, ovviamente, è dominata dal fiume Alcantara; però vi sono alcuni suoi affluenti, come il Flascio o il San Paolo, che mostrano una presenza significativa. L'Alcantara, come gli altri fiumi, presenta affluenti di destra e di sinistra (nel senso idrografico, cioè spalle alla sorgente); però quelli della sponda sinistra, fra cui i due appena citati, sono più numerosi (Favoscuro, Roccella, Fortina, Petrolo, S. Cataldo, ecc.) ed hanno una maggiore portata di quelli della sponda destra; essi formano una idrografia articolata che è orientata da nord a sud e che si distacca a pettine dallo spartiacque dei Peloritani. Di contro gli affluenti della sponda destra (Sciambro, Sobrera, San Zito ecc.) sono pochi ed hanno un breve percorso.
Nella confluenza fra il Flascio e l'Alcantara si è formato uno specchio d'acqua (l'unico esistente nel bacino), il cosiddetto lago Gurrida, rarissimo esempio di lago da sbarramento lavico, in cui stazionano numerosi uccelli migratori durante il passo. Nessun lago artificiale è stato realizzato nel bacino dell'Alcantara.
Sono invece presenti tre serbatoi, denominati: Flascio (nell'omonimo fiume), Alcantara (nel corso principale) e Rocche Palazzolo (nel fiume Roccella). Questi serbatoi sono utilizzati per scopi idroelettrici, irrigui ed industriali. Particolarmente importante è l'utilizzazione idroelettrica che ne ha fatto l'Enel. A tale scopo sono state installate due centrali per la produzione di energia elettrica nella parte bassa del bacino; in esse sono stati collocati, complessivamente, 7 gruppi generatori che riescono a produrre circa 30 milioni di kWh annui.
Già nel 1896 il Comune di Francavilla di Sicilia utilizzò l'acqua del fiume come alimentazione di un generatore di energia elettrica installato in un vecchio mulino abbandonato.
In seno al bacino dell'Alcantara vi sono elementi paesistici assai rilevanti sotto il profilo naturalistico; fra di essi sono di particolare attenzione: il percorso del fiume, il Monte Moio, le Gole dell'Alcantara in località Fondaco Motta, il lago Gurrida, le grotte vulcaniche del settore settentrionale dell'Etna e le aree boscate.